# Distrito de Bel Ombre
Bel Ombre es un distrito administrativo del archipiélago de Seychelles ubicado en la costa del norte de la isla principal de la nación, Mahé. Tiene una superficie de un tan solo nueve kilómetros cuadrados y una población que ronda las 4000 personas.

## Turismo
Posee varios hoteles. Hay un Bungalow al noroeste de Bel Ombre situado a 60 metros de una pequeña playa reservada llamada el Anse Marie Laure, muy buena para snorkeling, está a 9 kilómetros de Victoria y a 13 del aeropuerto. Un centro de deportes acuáticos puede visitarse en el Beau Vallon Bay Hotel, ubicado a 600 metros del Bungalow.